# Вознесение

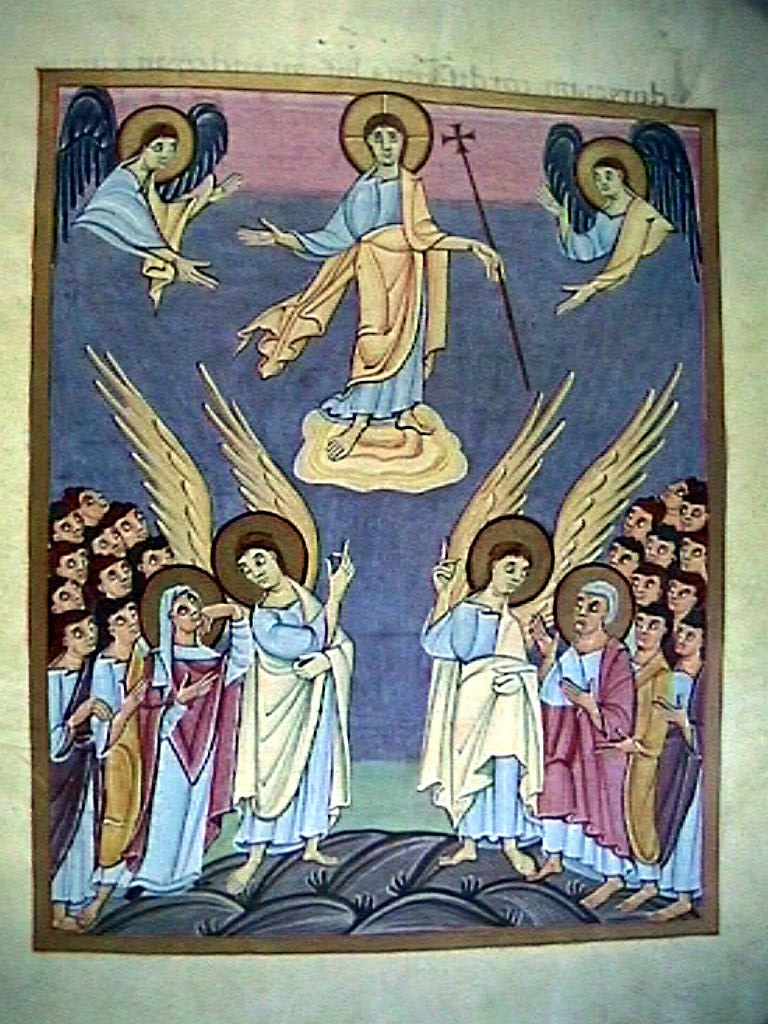
Сцена вознесения на небо, миниатюра из «Бамбергского Апокалипсиса»; X век, библиотека Бамберга

Вознесение — в религиях означает взятие человека — при жизни в теле — на небо (рассматриваемое как обитель Бога, богов и духов). Каждая из трёх важнейших религиозных эпох в Ветхозаветной и Новозаветной, а также Коранической историях была ознаменована чудесным случаем переселения на небо:
1. Церкви патриархальной — в лице Еноха (Быт. 5:24);
2. иудейской — в лице пророка Илии (4Цар. 2:11);
3. христианской — в чудесном событии Вознесения на небо Иисуса Христа (Деян. 1:9);
4. исламской — также в вознесении посланника Аллаха Исы (Иисуса)[2][3] и Идриса (Еноха)[4].

Вознесение немногих избранных совершалось либо навсегда, вместо смерти, либо для получения Откровения и возвращения обратно на землю. Вознесение Еноха и Илии принадлежало к первой категории.

## Вавилонские легенды
Среди вавилонян и народов античного мира была распространена вера, что Божество допускает, чтобы исключительно благочестивые люди, проведшие безупречную жизнь, покидали мир, не испытав смерти. Вавилонские легенды рассказывают ο Ксисуфре (аналоге библейского Ноя у халдеев), что он был взят на небо, потому что обрёл милость y Господа Бога, и об Этана-Гильгамеше, возносящемся на орле к небесам, «откуда земля кажется подобной холму, a море подобным чаше с водой». Кроме двух названных, древнееврейские рассказы упоминают и других лиц, не вкусивших смерти. Апокрифическая, равно как агадическая литература причисляют к этой категории Варуха, наряду с Ездрой и Моисеем, несмотря на то, что смерть последнего определённо упоминается в Ветхом Завете.

## Агадическая литература
В агадической литературе упоминаются следующие лица, взятые на небо: Енох, Илия, Элиезер, слуга Авраама (Элиезер из Дамаска); Авдемелех, эфиоп-раб Седекии, освободивший от смерти Иеремию (Иер. 38:7); Хирам из Тира, строитель Соломонова храма; Явис (1Пар. 4:10), Серах, дочь Ашера; Бифья, дочь фараона и приёмная мать Моисея (1Пар. 4:18); а в позднейшее время — аморай Иошуа бен-Леви и внук Иегуды Ганаси, имя которого не упоминается.
По мнению агадистов, все эти лица переносились и находились в раю, который в позднейшее время предполагался на небе; поэтому Ветхий Завет вполне правильно сообщает, что Илия вознёсся на небо. Однако не все талмудисты разделяли эту веру; например, таннай рабби Иосе заявлял, что никогда Божественное величие (Шхина) не спускалось на землю и никогда Моисей и Илия не возносились на небо.

## Возносившиеся и возвращавшиеся
Кроме указанных, были другие люди, которые временно восходили на небо и затем снова возвращались на землю. Библейский прототип последних — Моисей, который восходил к Богу, чтобы получить Тору; позднейшие легенды также знают ряд благочестивых людей, подобно Моисею получивших на небе наставления и откровения, ο которых говорится в апокрифических книгах, «Апокалипсисе Авраама», «Авраамовом завете» и «Апокалипсисе Варуха».
В библейские времена некоторые лица получали Откровения в раю. В Талмуде рассказывается ο четырёх мудрецах, находившихся в раю. Хотя большинство комментаторов, начиная с гаона Самуила бен-Хофни (ум. 1034), толкуют слово др.-евр. פרדם‬ (буквально «сад») аллегорически в смысле «сад премудрости», выражение «נכננסו לפרדס» (войти в рай), вполне соответствующее фразе «נכנסו לגן עדן» (вошли в сад Эдена), — означает скорее то, что четыре человека — Элиша бен-Абуя (I—II вв.), рабби Акива (ум. в 137 году), Шимон бен Аззай (первая треть II века) и Бен-Зома (начало II века) — действительно были в небесном раю.

## Позднейшие мидраши
Позднейшие мидраши упоминают вознесение танная I и II веков (из 3-го таннаитского поколения) Исмаила бен-Элиша, бывшего одним из десяти мучеников в период Адриановых гонений. Он, рабби Акива и его учитель Нехунья бен-Гакана были известны среди мистиков гаонейского периода под именем «Триумвирата» (едущих на небесной колеснице). 
Гай-Гаон говорит, что в ту эпоху некоторые мистики умели путем различных приемов впадать в состояние самогипноза, в котором они уверяли, что видели небо разверстым и созерцали его тайны. Верили, что только тот в состоянии предпринять путь Меркава, кто обладает знанием религии, точно исполняет все заповеди и предписания и вообще старается вести сверхчеловечески чистую жизнь. Это традиционно считалось  предметом изучения, и, таким образом, менее совершенные люди старались постом и молитвой освободить свои чувства от впечатлений внешнего мира, и им удавалось впадать в состояние экстаза, в котором они рассказывали ο своих небесных видениях.

## Вознесение хасидов
Более новой формой этого рода вознесений являлись «עלית נשמה» (вознесения души) хасидов. Основатель хасидизма, Израиль Баал Шем-Тов, говорил ο своём вознесении. Ещё более определённо это выражалось y позднейших представителей этого религиозного течения в иудаизме: в состоянии экстаза они верили, a по мнению других, притворялись верующими, что были вознесены на небеса.

## Хронология вознесений
В мифах
- Геракл вознёсся на небо, был принят в число богов, и примирившаяся с ним Гера выдала за него замуж свою дочь Гебу, богиню вечной юности.
- Согласно Титу Ливию, Эней был живым вознесён на небо и стал богом.
- 717 год до н. э. — смерть, воскресение и вознесение Ромула на небо.

В различных религиях
- ? — Енох, сын Иареда (или Эно́х; евр. Хано́х) — ветхозаветный персонаж, седьмой патриарх, начиная от Адама.
- IX век до н. э. — вознесение пророка Илии в небо на огненной колеснице в христианстве и иудаизме.
- 33 год — Вознесение Господне — христианский праздник, событие описанное в Евангелиях и Деяниях Апостолов.
- 48 год — Вознесение Девы Марии — догмат католической церкви.
- 619 год — мирадж в исламе, вознесение пророка Мухаммеда на небеса.